# Climatizzazione
La climatizzazione di un ambiente confinato consiste nell'insieme di operazioni effettuate per consentire condizioni termoigrometriche adeguate all'utilizzo di quell'ambiente da parte dell'uomo, a qualsiasi condizione climatica esterna, in ogni periodo dell'anno.
La climatizzazione di un ambiente comprende, in relazione alle caratteristiche del clima esterno e dell'attività interna (con relativa produzione di calore endogeno), le seguenti funzioni: ricambio d'aria e ventilazione (con o senza filtraggio), riscaldamento / raffrescamento, umidificazione / deumidificazione; nella lingua inglese l'insieme di queste funzioni viene detto Heating, Ventilation and Air Conditioning (HVAC).
In caso di ambienti pressurizzati, come ad esempio nelle cabine degli aerei, la climatizzazione comprende anche dispositivi sensori ed attuativi utili a rendere la pressione atmosferica interna similare alle condizioni ideali, e cioè vicina a quella generalmente presente al livello del mare.

## Descrizione
I sistemi di climatizzazione sono composti, in linea generale, dai seguenti sottosistemi:
- centrale di produzione/trasformazione energetica (produzione di calore o refrigerazione);
- terminali di diffusione (a convezione, conduzione, irraggiamento);
- rete di distribuzione dei fluidi vettore (acqua, aria, gas refrigeranti);
- sistemi di regolazione (centraline, cronotermostati, valvole termostatiche).

Le caratteristiche e le efficienze di tali sottosistemi dipendono dalla funzione e dalle dimensioni dell'impianto.
Dal punto di vista distributivo-funzionale, si distinguono:
- impianti centralizzati, con un'unica unità di produzione di calore/refrigerazione, connessa ai terminali di stanza da una rete di distribuzione gerarchizzata (generalmente a tutt'aria, se termica e di refrigerazione, ad acqua con terminali radianti, se per riscaldamento);
- impianti de-centralizzati, con unità di produzione di calore ("caldaiette") o refrigerazione (condizionatori) o misti, per singole abitazioni o stanze.

Dal punto di vista delle fonti energetiche utilizzate e dell'approccio rispetto alla sostenibilità ambientale, la climatizzazione può essere:
- artificiale, se basata interamente su fonti non rinnovabili, quali i combustibili fossili (per riscaldamento) o l'elettricità (per raffrescamento e ventilazione) magari con tecnologia inverter;
- naturale (o bioclimatizzazione), se basata sull'utilizzo di risorse rinnovabili e di sistemi di riscaldamento solari, attivi (collettori solari) o passivi (serre, pareti ad accumulo), di ventilazione naturale, di raffrescamento passivo (microclimatico, geotermico, evaporativo, radiativo), ad esempio nelle fasi di progettazione, realizzazione e gestione di un green building;
- ibrida, se utilizza entrambi i tipi precedenti, in modo integrato (nello spazio e nel tempo).